# 亚历山德里亚 (罗马尼亚)
亚历山德里亚（羅馬尼亞語：Alexandria）位于罗马尼亚语南部韦代亚河畔，是泰莱奥尔曼县的县治，人口58,651（2002年）。
43°58′N 25°20′E / 43.967°N 25.333°E